# Bimexicano: Nuestros Clásicos Hechos Rock
Bimexicano: Nuestros Clasicos Hechos Rock é um álbum compilatório produzido em 2010 em comemoração ao bicentenário da república mexicana. O disco reúne temas clássicos da música folclórica do México, interpretada por cantores daquele país e de outras nacionalidades.
Participam da coletânea conhecidos músicos do cenário alternativo mexicano, como Ely Guerra, Natalia Lafourcade, Jaguares, Kinky e Zoé, além de três artistas estrangeiros, são eles Enrique Bunbury (Espanha), Aterciopelados (Colômbia) e Sr. Flavio - membro do grupo Los Fabulosos Cadillacs (Argentina). Todas as canções receberam nova roupagem, com arranjos e ritmação bastante distinta das versões originais.
A iniciativa para a criação do álbum partiu de Alex Mizrahi, diretor da OCESA SeiTrack, junto com Yolo Aguilar. O disco foi distribuído exclusivamente nos estabelecimentos da conhecida cadeia de café Starbucks.
| Críticas profissionais                                                      | Críticas profissionais |
| Avaliações da crítica                                                       | Avaliações da crítica  |
| Fonte                                                                       | Avaliação              |
| --------------------------------------------------------------------------- | ---------------------- |
| Allmusic                                                                    | [ 4 ]                  |
| Esta tabela precisa de ser acompanhada por texto em prosa. Consulte o guia. |                        |

## Faixas
1. "La Martiniana" - Jaguares - 5:07
2. "La Cigarra" - Natalia Lafourcade - 4:07
3. "Vámonos" - Enrique Bunbury - 4:07
4. "La Llorona" - Ely Guerra - 3:59
5. "De Qué Manera Te Olvido" - Jumbo - 3:01
6. "Un Mundo Taro" - Aterciopelados - 4:16
7. "Cielo Rojo" - Hello Seahorse! - 4:35
8. "El Rey" - Le Baron - 3:17
9. "Sombras Nada Más (Sombras)" - Kinky - 3:42
10. "Bésame Mucho" - Sussie 4 - 6:15
11. "Cucurrucucú Paloma" - Jesús Báez (Zoé) & Ana Karla - 5:13
12. "El Son de La Negra" - Sr. Flavio - 2:15